# Franzen (Wisconsin)
Franzen es un pueblo ubicado en el condado de Marathon en el estado estadounidense de Wisconsin. En el Censo de 2010 tenía una población de 578 habitantes y una densidad poblacional de 6,1 personas por km².

## Geografía
Franzen se encuentra ubicado en las coordenadas 44°43′38″N 89°17′54″O / 44.72722, -89.29833. Según la Oficina del Censo de los Estados Unidos, Franzen tiene una superficie total de 94.8 km², de la cual 94.02 km² corresponden a tierra firme y (0.83%) 0.78 km² es agua.

## Demografía
Según el censo de 2010, había 578 personas residiendo en Franzen. La densidad de población era de 6,1 hab./km². De los 578 habitantes, Franzen estaba compuesto por el 90.83% blancos, el 0% eran afroamericanos, el 0.69% eran amerindios, el 0% eran asiáticos, el 0% eran isleños del Pacífico, el 8.3% eran de otras razas y el 0.17% pertenecían a dos o más razas. Del total de la población el 9.52% eran hispanos o latinos de cualquier raza.